# کارور مید
کارور مید (انگلیسی: Carver Mead؛ زادهٔ ۱ مهٔ ۱۹۳۴) دانشمند و کارآفرین اهل ایالات متحده آمریکا است.
وی همچنین برندهٔ جوایزی همچون مدال ملی فناوری و نوآوری شده‌است. او در سال ۱۹۸۶ شرکت سینپتیکس را تأسیس کرد.